# Valea Voievozilor, Dâmbovița
Valea Voievozilor, până în 1943 Mahalaua, este un sat în comuna Răzvad din județul Dâmbovița, Muntenia, România.
 Acest articol despre o localitate din județul Dâmbovița este deocamdată un ciot. Puteți ajuta Wikipedia prin completarea lui.